# Candy Eyed
Candy Eyed è il secondo album in studio della cantante statunitense Katy Rose, pubblicato nel 2007.

## Tracce
1. Love Is Suicide
2. Rosemary
3. Monotone
4. Cool Whip
5. Pornography
6. Sloth
7. Happy Crazy
8. Dancin' For
9. All Silver Rusts
10. Unprofessional
11. Untitled (Bonus track)